# Frommeëlla
Frommeëlla is een monotypisch geslacht van roesten uit de familie Phragmidiaceae. Het bevat alleen Frommeëlla tormentillae.